# عباس أباد (غلبايغان)
عباس أباد (بالإنجليزية: Abbasabad, Golpayegan)‏ هي قرية تقع في قسم كناررودخانه الريفي في إيران. يقدر عدد سكانها بـ 72 نسمة .